# Blue Fable

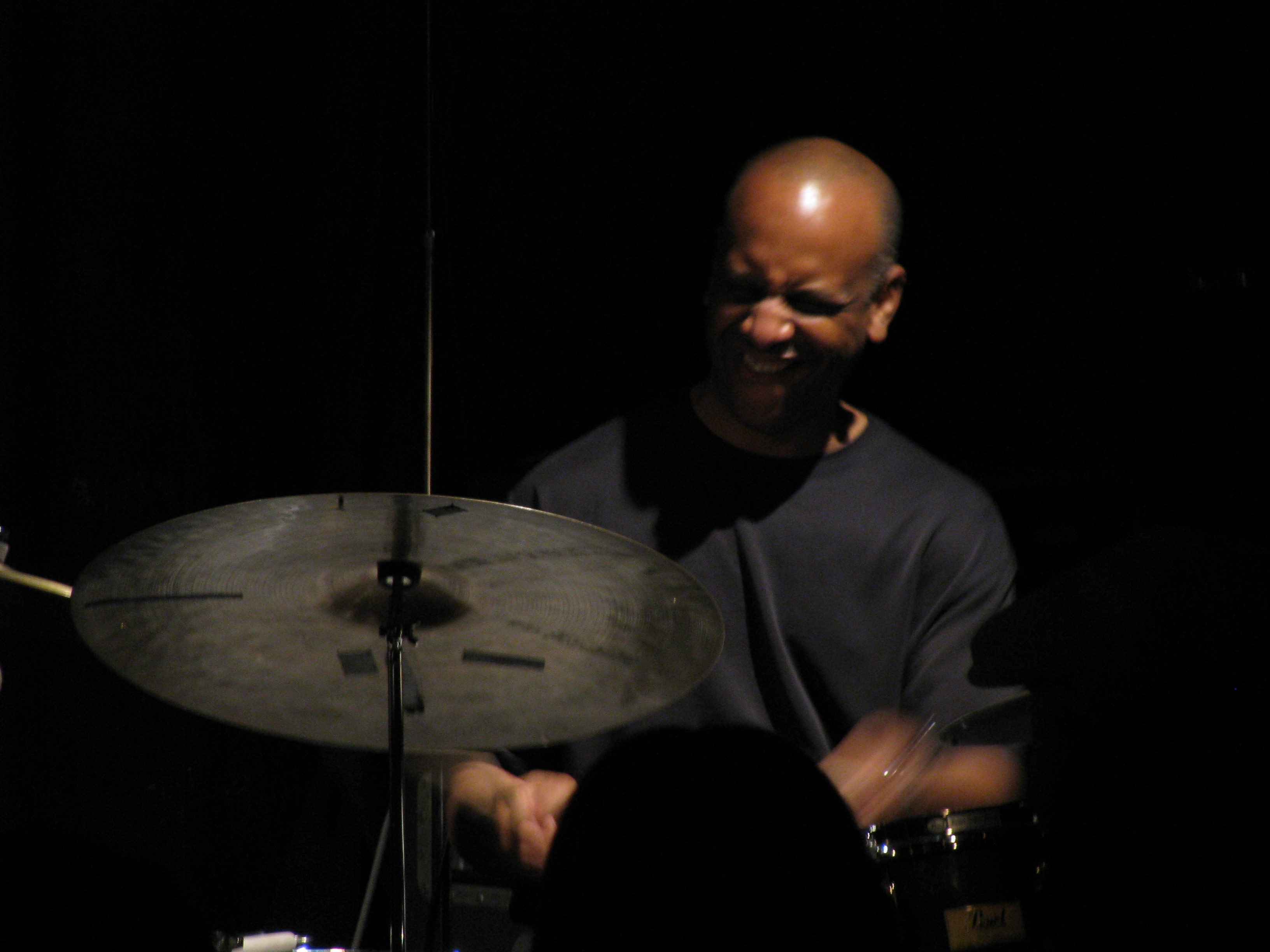
Billy Drummond (2008)

Blue Fable ist ein Jazzalbum des Pianisten Larry Willis. Die am 2. Oktober 2006 entstandenen Aufnahmen erschienen Anfang 2007 bei HighNote Records. Blue Fable ist nach einer Melodie benannt, die Willis 1965 für das Jackie-McLean-Album Jacknife geschrieben hat.

## Hintergrund
Larry Willis’ zweites Album für HighNote Records  (nach The Big Push (2006), mit Buster Williams und Al Foster) wechselt zwischen einer Trio-Besetzung und einem Quintett ab, in denen der Pianist bekannte Stücke (wie Thelonious Monks „Rhythm-A-Ning“, „Nardis“ von Miles Davis sowie den Standard „Never Let Me Go“) und neuere Kompositionen präsentiert. Begleitet wird er von dem Bassisten Eddie Gomez und dem Schlagzeuger Billy Drummond; sie bilden auch die Rhythmusgruppe bei den vier Titeln mit dem Saxophonisten Joe Ford und dem Posaunisten Steve Davis.

## Titelliste
- Larry Willis: Blue Fable (HighNote HCD 7163[3])

1. Rhythm-a-Ning (Thelonious Monk) – 6:30
2. Insidious Behavior (Willis) – 4:56
3. Nardis (Miles Davis) – 7:09
4. Blue Fable (Jackie McLean) – 5:42
5. Never Let Me Go (Jay Livingston, Ray Evans) – 7:23
6. Landscape (Joe Ford) – 5:22
7. Who’s Kidding Who (Willis) – 8:09
8. Prayer for New Orleans (Steve Davis) – 9:17

## Rezeption
Ken Dryden vergab an das Album in Allmusic 4½ (von fünf) Sternen und lobte, ein Teil der Attraktivität der Trio-Auswahl sei die fließende Vertonung der Songs: „Thelonious Monks ‚Rhythm-A-Ning‘ beginnt mit einem Schlagzeugsolo und Drummond spielt weiterhin eine herausragende Rolle in dem Stück, während Gomez die zweite Hälfte des Stücks spielt.“ „Nardis“ sei für den Bassisten ein vertrautes Terrain, der es in seinen elf Jahren mit dem Pianisten Bill Evans unzählige Male dargeboten hatte, „während Willis ihm seinen persönlichen Stempel aufdrückte, indem er Akkorde veränderte und ein sehr launisches, angespanntes Gefühl erzeugte. Der Posaunist Steve Davis und der Altsaxophonist Joe Ford werden für die andere Hälfte der Session hinzugefügt, wobei Willis’ treibendes Klavier den Weg durch Jackie McLeans ‚Blue Fable‘ weist.“ Willis wie auch Ford und Davis hätten jeweils auch eine Originalkomposition zu der Session beigetragen; Willis’ „Insidious Behaviour“ sei ein amüsanter Blues, der eine spielerische Stimmung habe. Fords „Landscape“ wiederum sei „ein herausforderndes Post-Bop-Vehikel, das niemals der erwarteten Route folgt“, während Davis’ „Prayer for New Orleans“, nach dem Hurrikan Katrina entstanden, „feierlich beginnt, dann plötzlich die Richtung ändert und zum Midtempo-Kocher wird.“ Das Album, resümiert der Autor, sei sehr empfehlenswert.

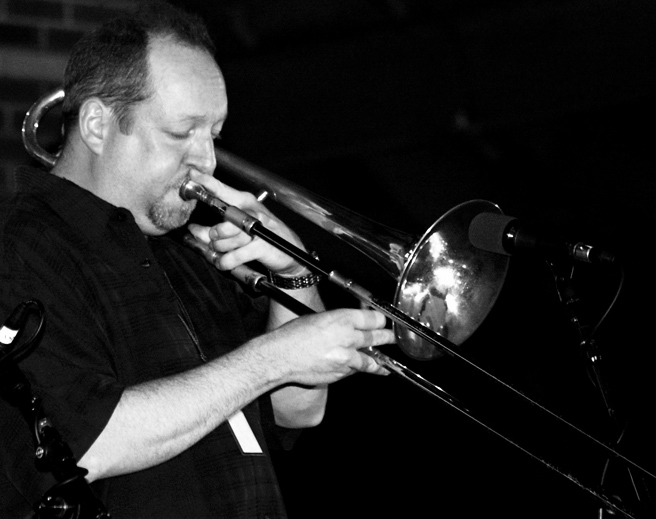
Steve Davis auf dem Hartford Jazz Festival 2007.

Nach Ansicht von Donald Elfman, der das Album in All About Jazz rezensierte, spiegelt das Titelstück eine pfiffige Hipness wider, die sicherlich auch in McLeans Werk zum Ausdruck gekommen sei, aber auch viel über Larry Willis erzähle. „Es ist reich an Blues-Feeling und Sinn für Tradition, aber es bleibt auch in der Gegenwart mit intelligenten Harmonien und geschicktem rhythmischem Zusammenspiel. Vor allem klingt es wie eine kluge Jazzgruppe, die Spaß hat“. Der Autor lobt, dass die beiden Bläser Ford und Davis, beide langjährige Mitarbeiter von Willis, sich niemals in den Vordergrund drängen. Stattdessen hören sie genau zu und ergänzen das großartige Trio. Und es sei nach Elfmans Ansicht „ein echtes Trio.“ Immer im Mittelpunkt stehe Willis’ starke, individuelle Stimme. Dies ist bereits in den ersten Sekunden zu hören, als der Pianist Monks „Rhythm-A-Ning“ interpretiert.
Mike Joyce (JazzTimes) schrieb: „Es ist leicht, Larry Willis’ Talente für selbstverständlich zu halten, da der erfahrene Pianist, der im Laufe der Jahre zu unzähligen Studio-Sessions beigetragen hat, immer das Niveau des Spiels zu steigern scheint. Aber Blue Fable beginnt mit einem so entzückenden Ruck, dass selbst langjährige Zuhörer aufhorchen und es bemerken werden.“ Es sei nicht überraschend, dass es Thelonious Monks „Rhythm-A-Ning“ ist, der Willis’ Fantasie anrege. In Ted Pankens Liner Notes wird Willis zitiert, dass er „eine sehr kosmische Verbundenheit“ zu Monk verspüre, und nachdem man ihm zugehört habe, wie er durch „Rhythm-A-Ning“ husche und dabei die knotige Chromatik mit hämmernden Akzenten interpunktiere, während er vibrierend swingt. In Begleitung von Bassist Eddie Gomez und Schlagzeuger Billy Drummond könnte dieser Zusammenhang nicht offensichtlicher sein. Drummonds Eröffnungssalve mit seinen kriegerischen Kadenzen und die ergänzenden Soli, die er und später Gomez zusammenstellen, beleben die Melodie.